# Esszé
Az esszé (franciául: essai) a szépirodalmi alkotások egyik sajátos válfaja. Műfaja közismerten nehezen definiálható. Valószínűleg nyugodt szívvel állíthatjuk, hogy annyiféle esszé létezik, ahány esszéíró. Samuel Johnson (1709–1784), aki maga is kiváló esszéíró volt, az alábbi meghatározást adta: 
Az agy gondolatainak szabad folyása; egyetlen, nyers mű, s nem szabályszerű, rendezett alkotás.
Rövid terjedelmű, témáját merítheti az irodalomból (Magyarországon ennek van a legnagyobb hagyománya), a tudomány felfedezéseiből, a politikai életből, vagy a mindennapi élet megfigyeléséből. Erősen tükrözi írója véleményét, nézőpontját, sokszor szépirodalmi igénnyel íródik.

Az irodalmi műnemek hagyományos hármas csoportosításában (líra–dráma–epika) hagyományosan az epikánál szerepel, azonban ha fogalmát a végsőkig kibővítjük (ez alapján létezik esszévers, esszéregény stb.) akkor a lényegét tekintve a negyedik műnemnek tekinthetjük.

Azonban még a szűkebben vett „esszé” is átmeneti műfaj, mégpedig az irodalmi-irodalmiatlan/irodalom alatti szöveg között, hiszen írója az irodalmi és bölcseleti beszédmód határsávján mozog.

## Meghatározása
„Bár az esszé mint önkifejezési tudatforma igen rég jelen van a világirodalomban, pontos műfaji meghatározása mindmáig nem ismeretes." – írja a Magyar irodalom története Ez a fent már említett összetett átmeneti jellegéből adódik.
Általánosságban ezeknek a prózai szövegeknek két fő jellemzőjük van:
- egy témával kapcsolatban a párbeszéd (párbeszédbe való bekapcsolódás vagy a párbeszéd kezdeményezésének, létrehozásának az) igénye
- a gondolkodás eszköztárával törekszik áttekinthetőbbé, világosabbá, érthetőbbé tenni helyzeteket, dolgokat, gondolatokat.[6]

A köznyelvben esszének nevezzük:
- az elemző vagy értelmező irodalmi fogalmazást
- az egy témáról szóló irodalmi fogalmazást, amely rendszerint a szerző személyes véleményét tükrözi
- az olyan filozófiai-szaktudományi értekezést, amely mondanivalóját szépírói eszközökkel fejti ki. Az esszé így az értekező próza c. műfaji kategóriába tartozik.

## Története

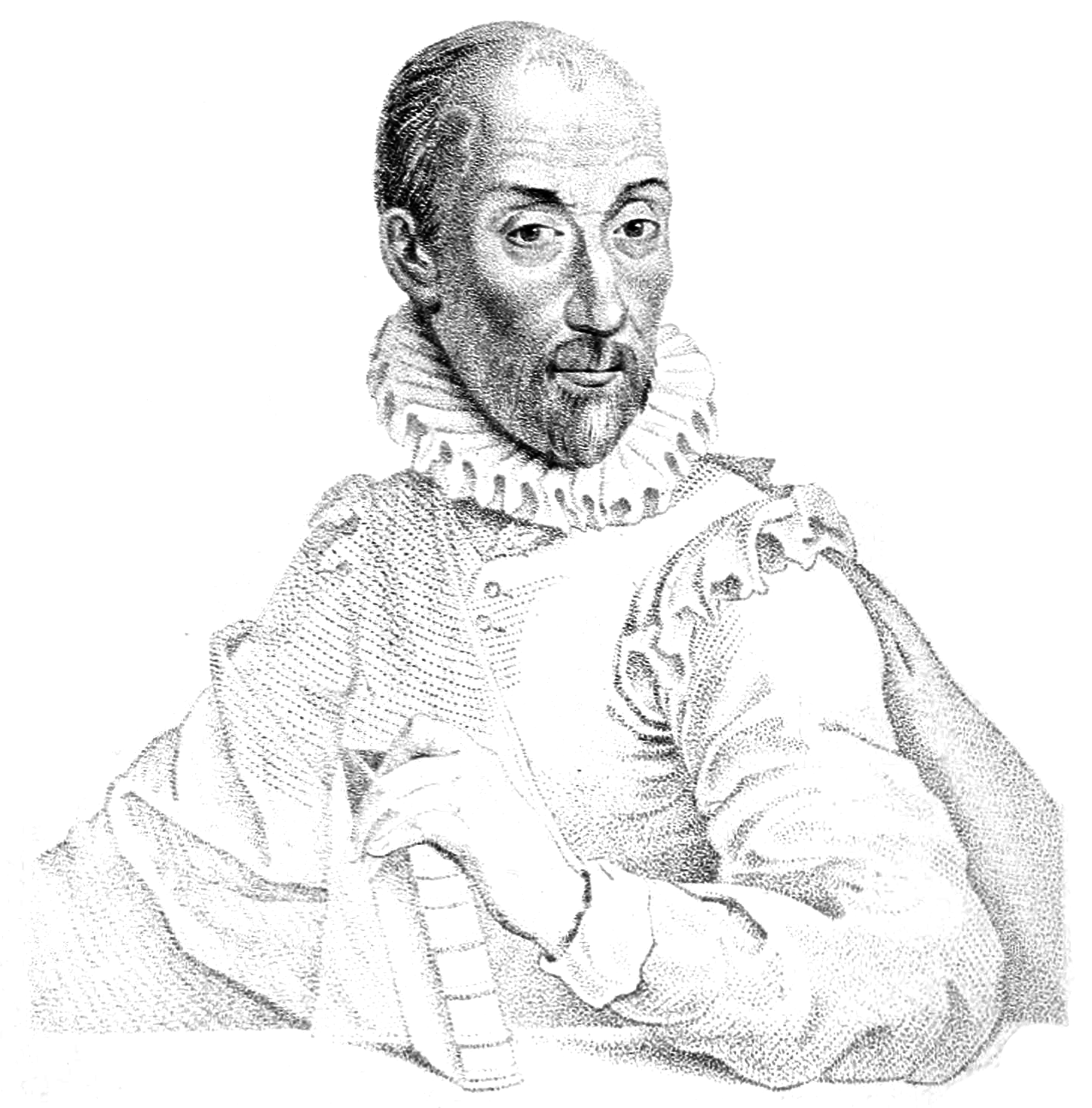
Michel de Montaigne francia esszéíró, filozófus

### Az esszé eredete
Az esszé kifejezést Michel de Montaigne találta ki 1580-ban, és mint műfaj elnevezést is ezóta használjuk. Azonban fel kell ismernünk, hogy a humanizmus utáni gondolkodás szinte magával hozta az esszé kialakulásának feltételeit (pontosabban: a megjelenő gondolatok, gondolatiság nem talált magának a régi kifejezés formák között megfelelőt), így (ha nem is így nevezték), ebben a korban már Montaigne előtt is írtak esszét, például Kolumbusz, Amerigo Vespucci, vagy Magyarországon Sylvester János

### Montaigne: Esszék
Monumentális művének első két kötete 1580-ban jelent meg. Hosszabb-rövidebb prózai írásokat tartalmazott. Gyűjteményének az Essais címet adta. Ez a francia essai (magyarul: próba, próbálkozás) szó többes száma, tehát: próbálkozások. Ezek a szövegek, mint címük is jelezte, szakítottak az addigi prózaíró gyakorlattal, amely (hivatalosan) csak az érvelő szöveg fogalmát ismerte. Montaigne nem megvédeni akart egy álláspontot, hanem éppen ellenkezőleg: a szöveg segítségével megpróbált rájönni valamire, magát az írás folyamatát felhasználva kialakítani egy álláspontot. „Míg az értekező a módszer, addig az esszéíró a módszer iránti kétely képviselője.” Írásait adomákkal, kis történetekkel, tapasztalatokkal tette szemléletesebbé.
Az esszé mint műfajmegjelelő kifejezés Montaigne műve alapján/után terjedt el.

### A francia esszé
Folytatja a Montaigne-féle hagyományt, szeret spontán lenni, szabad, meglepetéseket okozni. Egy kiváló formai példa:
Modern átalakítói Proust és Bergson voltak, ők emelték be először mintaszerűen esszéikbe a szubjektív emlékezést.

### Az angol esszé
Voltaképpen: jól megírt „gondolkodás”.
„Angol nyelvterületen épp oly természetesen nevezik esszéknek T. S. Eliot tárgyszerű tanulmányait, mint Virginia Woolf személyes hangú, polemikus kedvű írásait.”[forrás?]

### A német esszé
Elemző természetű, a „próbálkozások” során igyekszik a legmélyebbre leásni, és a felvetett kérdésre a legvégső választ megadni.

## Esszé az oktatásban

### Magyarország írásbeli érettségi vizsgáin elvárt esszé
Ma az írásbeli érettségi mind emelt, mind középszinten magyar nyelv és irodalom, történelem, biológia és földrajz tantárgyakból tartalmaz magas pontszámú esszéírási feladatot. A magyar esszéhagyományba nem illeszkedik bele, elnevezését valószínűleg angolszász oktatási modellből merítette, és inkább érvelésnek tekinthető, illetve egy tudományos tárgy rövid kifejtésének. Egyáltalán nem elvárás a szépirodalmi kifejezésmód, a tárgy szubjektív bemutatása kifejezetten kerülendő (az információközpontú, megoldókulcsrendszerű pontozás miatt). Mind a párbeszédkeltés, mind a kísérleti jelleg megszűnik, fő funkciójává egy gondolatmenet bemutatása válik: lényege, hogy bemutassa az értékelő tanárnak, hogy a diák a forrásokban megjelenő adatokat, háttérismeretei (a tanagyag) segítségével képes értelmezni, elemezni, az összefüggéseket a források között, illetve a háttéranyag és az adat között felismerni, majd gondolatait rendezetten, értelmesen kifejezve, logikai ellentmondás nélkül leírni. Maximális terjedelme (15 sor, illetőleg egy oldal) is sokkal rövidebb, mint általában a többi esszéé.

### Esszé amerikai egyetemi felvételin(application essay)
A magyar középiskolai felvételi központi egységesítése előtt néha alkalmazták ezt a típusú esszét a kompetenciaalapú gimnáziumi felvételiken (főleg alapítványi iskolákban) is. Amennyiben valaki amerikai egyetemre kíván felvételizni, még ma is meg kell írnia. Ilyenkor a diákoknak egy, néha meglehetősen furcsának tűnő kérdést (pl. Hogyan ünnepled a születésnapod? (RMG), vagy: Mi az érdekesebb, a gerillák vagy a gorillák? (Tufts Egyetem)) kell kifejtenie, minél kreatívabban, egyedibb gondolatmenettel, ugyanakkor minél összeszedettebben, „intellektuális szigorral”, jól strukturált szöveget írva. Itt az értékelő a diák önkifejezésének fejlettségére és személyiségére kíváncsi.